# Hebella laterocaudata
Hebella laterocaudata is een hydroïdpoliep uit de familie Hebellidae. De poliep komt uit het geslacht Hebella. Hebella laterocaudata werd in 1942 voor het eerst wetenschappelijk beschreven door Billard. 